# نايجل سكروتون
نايجل شون سكروتون (بالإنجليزية: Nigel Shaun Scrutton)‏ (من مواليد 2 أبريل 1964) هو عالم بريطاني في الكيمياء الحيوية ومبتكر في مجال التكنولوجيا الحيوية معروف بعمله في تحفيز الإنزيمات والفيزياء الحيوية والبيولوجيا التركيبية.